# Horstedt (Prinzhöfte)
Horstedt è una frazione (Ortsteil) del comune di Prinzhöfte, nel land della Bassa Sassonia, in Germania.

## Storia
Già comune autonomo nel circondario della contea di Hoya, fu soppresso e incorporato a Prinzhöfte il 1º marzo 1974.